# Мехау, Якоб Вильгельм
Якоб Вильгельм Мехау (нем. Jacob Wilhelm Mechau; 1745—1808) — немецкий живописец-пейзажист, рисовальщик и гравёр в технике офорта. Романист. Художник переходного периода от позднего неоклассицизма к романтизму.

## Биография
Отец художника, Даниэль Симон Мехау, был бухгалтером городского совета. В его доме квартировал живописец Бенджамин Калау, он и вдохновил Якоба на занятия искусством. Сначала Якоб Мехау отправился в Берлин, где в течение трёх лет брал частные уроки у Бернхарда Роде, но основное влияние на него оказали Блез Николя Лесюёр и его ученик Пауль Иосиф Барду в Прусской королевской академии искусств.
В 1770 году Мехау перешёл в Дрезденскую академию изобразительных искусств и учился у её директора Джованни Баттисты Казановы. Он смог проучиться там почти четыре года, прежде чем вернуться в Лейпциг. Там он получал заказы на рисунки от издательств этого города, многие из которых были переведены в гравюры Кристианом Готлибом Гейзером. Ради совершенствования собственной техники Мехау изучал иллюстрации работы Адама Фридриха Эзера.
В 1775 году Якоб Мехау благодаря рекомендациям историка искусства и издателя Кристиана Людвига фон Хагедорна был избран членом Высшей школы графики и книжного искусства (Hochschule für Grafik und Buchkunst).
В 1776 году Мехау вместе со своим другом и бывшим однокурсником Генрихом Фридрихом Фюгером отправился в Италию, где решил сосредоточиться на пейзажной живописи, избрав в качестве образцов для подражания Клода Лоррена и Якоба Филиппа Хаккерта.
Мехау пробыл в Италии около четырёх лет, затем снова вернулся в Лейпциг. Он снова уехал в Италию в 1790 году, после того как ему отказали в постоянной должности в Дрезденской академии изобразительных искусств.
С 1792 по 1798 год Якоб Мехау создал свою самую известную серию офортов «Живописно запечатлённые виды Италии, нарисованные с натуры и награвированные в Риме» (Malerisch radirte Prospekte von Italien, nach der Natur gezeichnet und zu Rom radirt). Серия включает семьдесят два вида Рима и его окрестностей, включая включали Тиволи, Субиако и озеро Альбано. Она была создана в сотрудничестве с Иоганном Кристианом Рейнхартом и Альбертом Кристофом Дисом; опубликована в 1799 году Иоганном Фридрихом Фрауэнхольцем в Нюрнберге.
Оккупация Италии Францией в 1798 году стала поводом для возвращения художника домой, в Дрезден. Он прожил там остаток своей жизни, занимаясь в основном изображением пейзажей Саксонии. Серия из семи картин, показанная в 1807 году, ознаменовала переход к искусству романтизма.

## Галерея

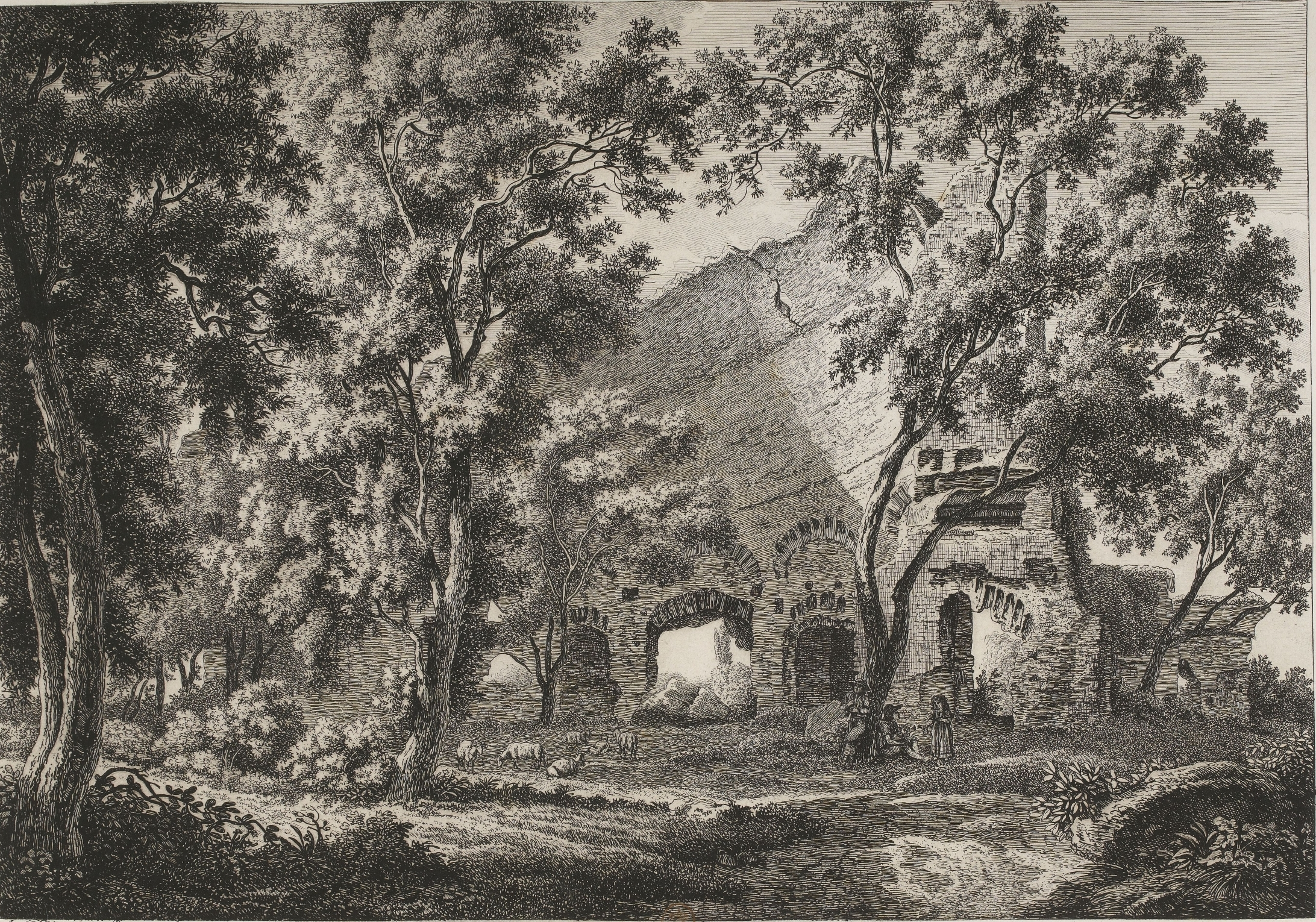
Храм Юпитера Олимпийского на вилле Адриана в Тиволи. Офорт из серии «Живописно запечатлённые виды Италии, нарисованные с натуры и награвированные в Риме». 1799
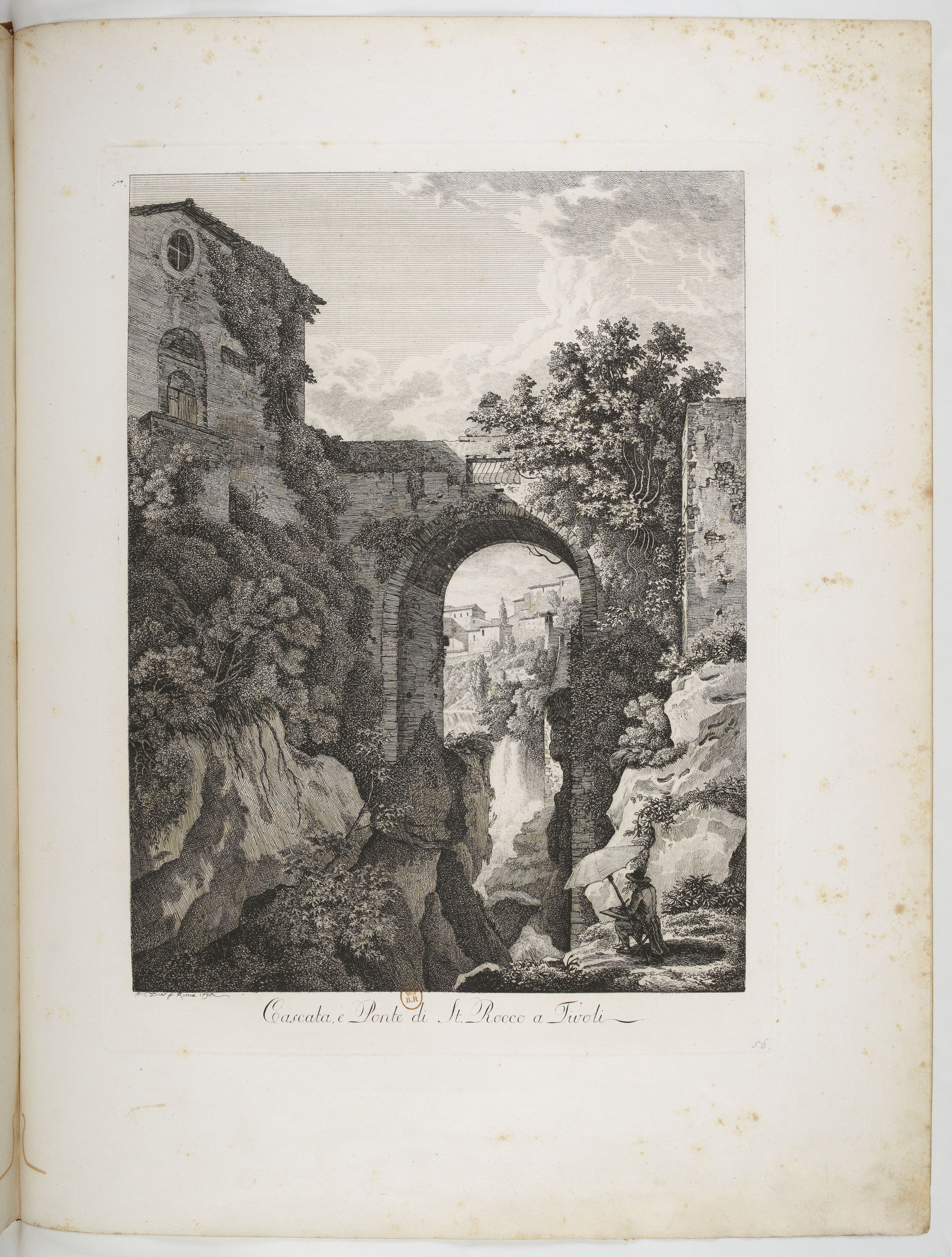
Водопад и мост Сан-Рокко в Тиволи. Офорт из серии «Живописно запечатлённые виды Италии, нарисованные с натуры и награвированные в Риме». 1799
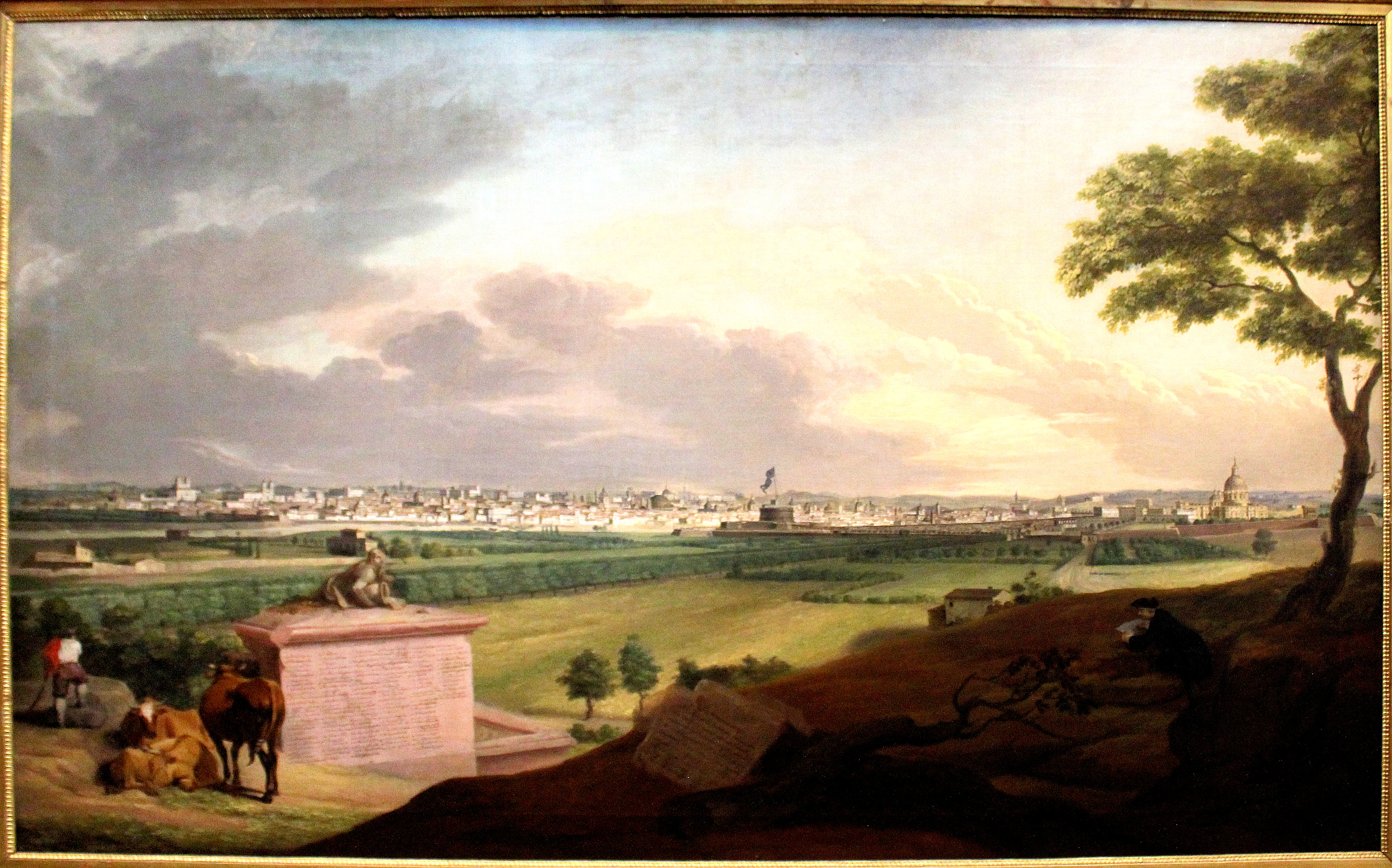
Рим. Герцогский музей, Гота
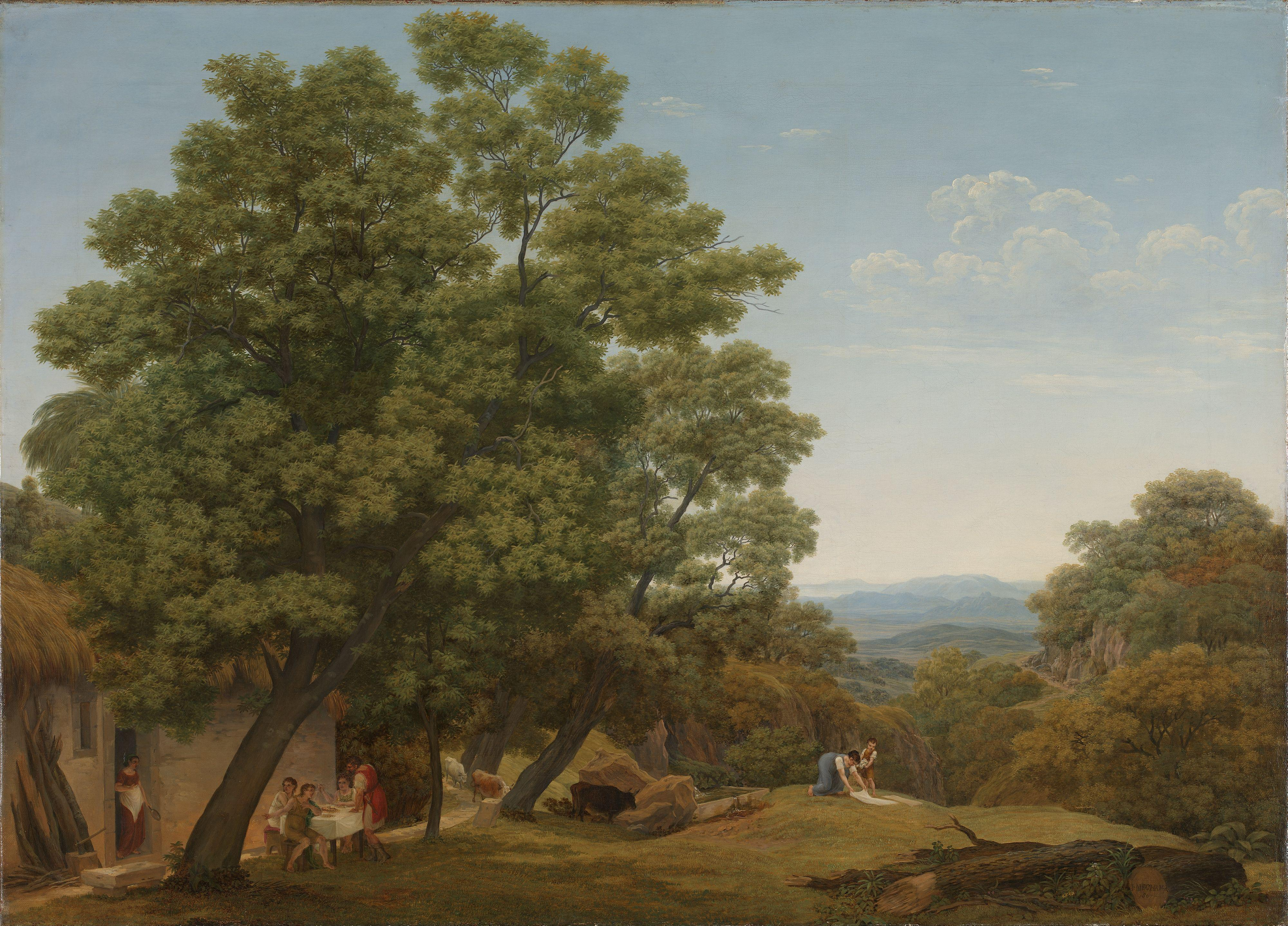
Авраам прислуживает трём ангелам. Национальный музей искусств, архитектуры и дизайна, Осло, Норвегия
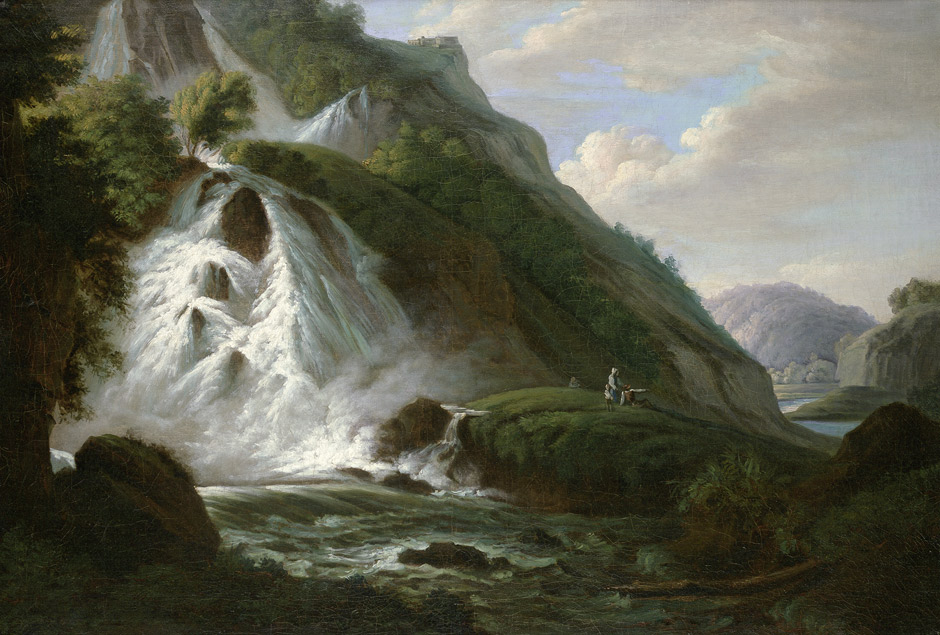
Нижний Райхенбахский водопад. Ок. 1799. Холст, масло. Частное собрание
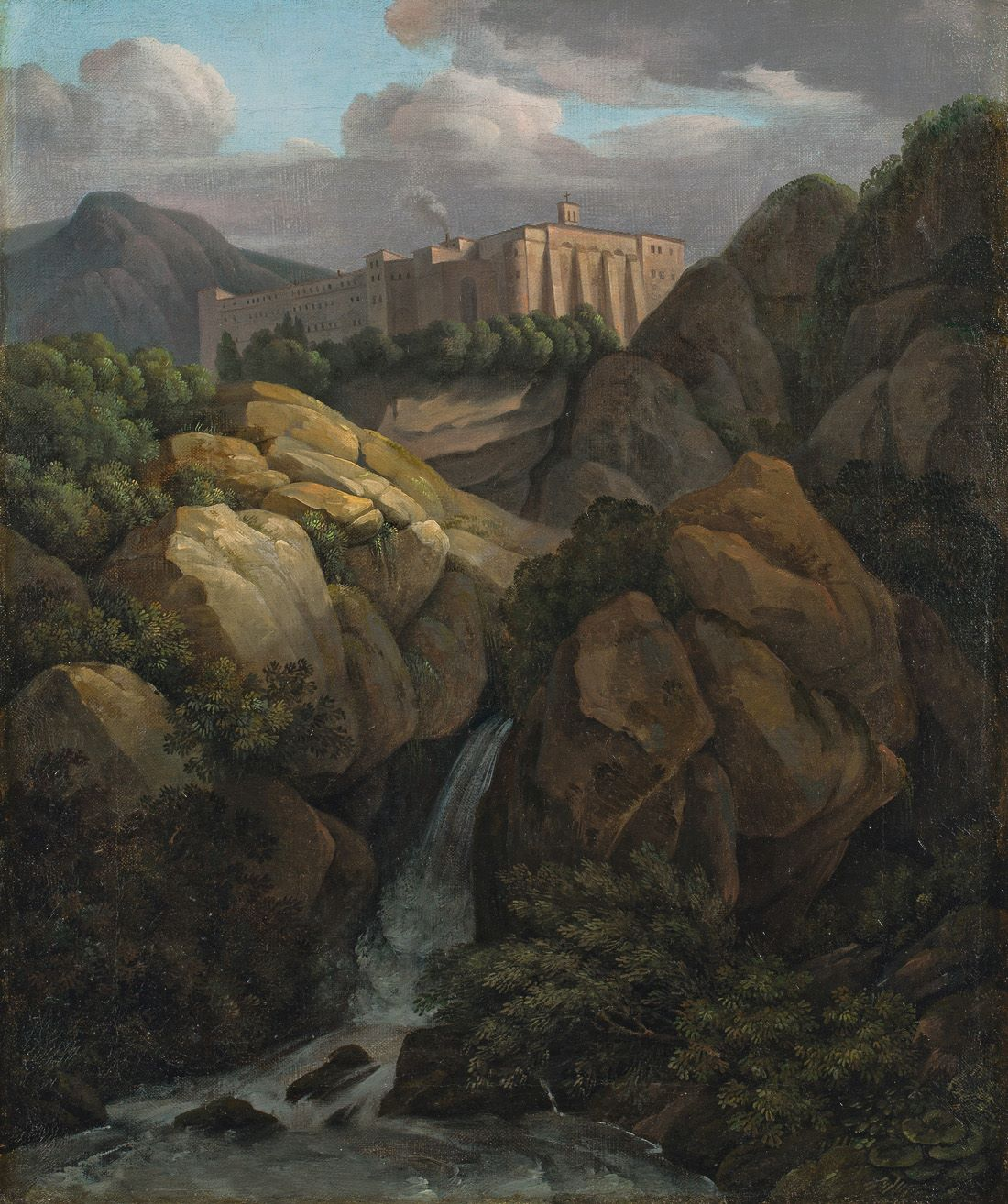
Монастырь Санта-Схоластика недалеко от Субиако. Ок. 1790. Холст, масло. Частное собрание
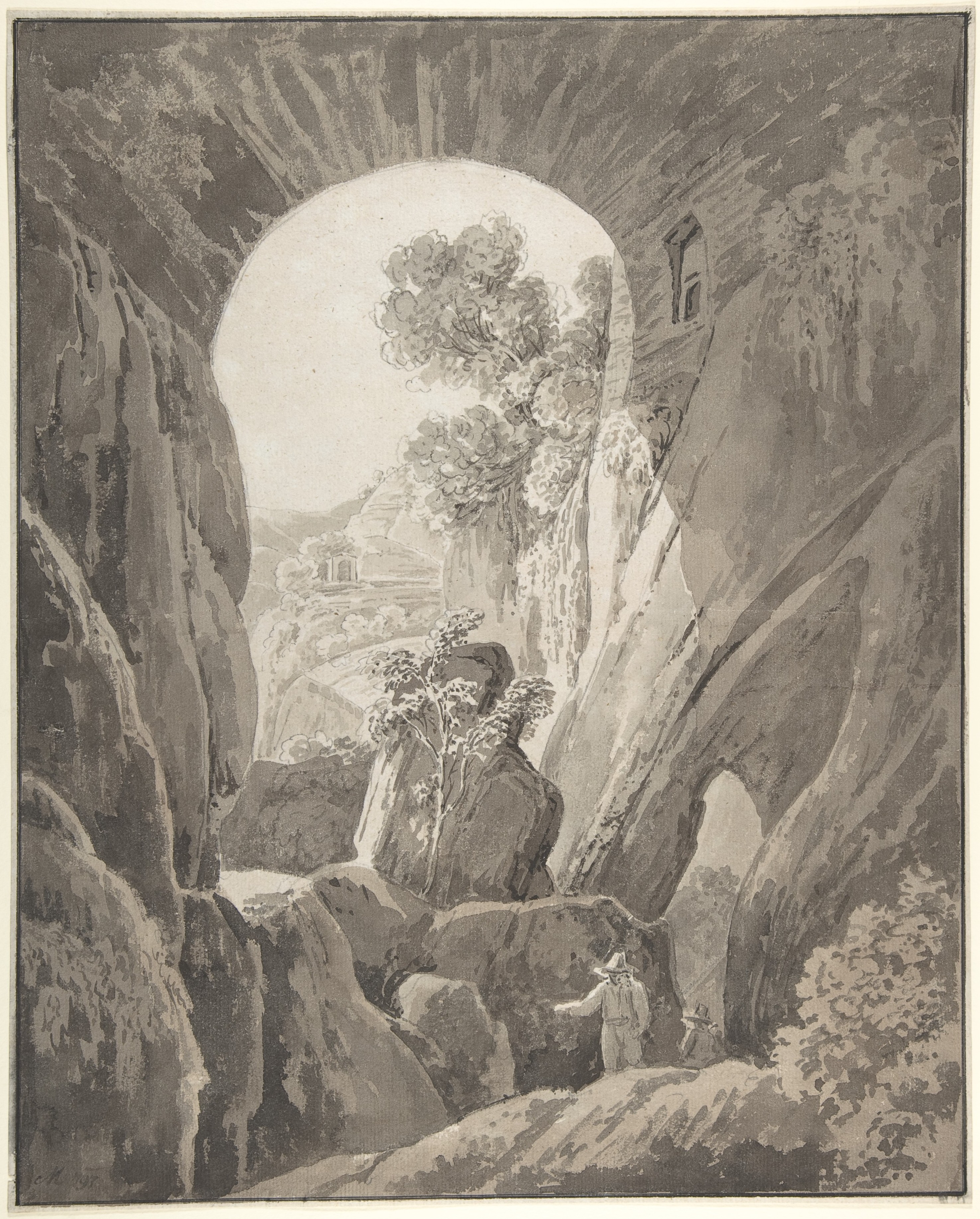
Пещеры Аркадины близ Сиракуз в Сицилии. 1797. Бумага, кисть, тушь. Метрополитен-музей, Нью-Йорк
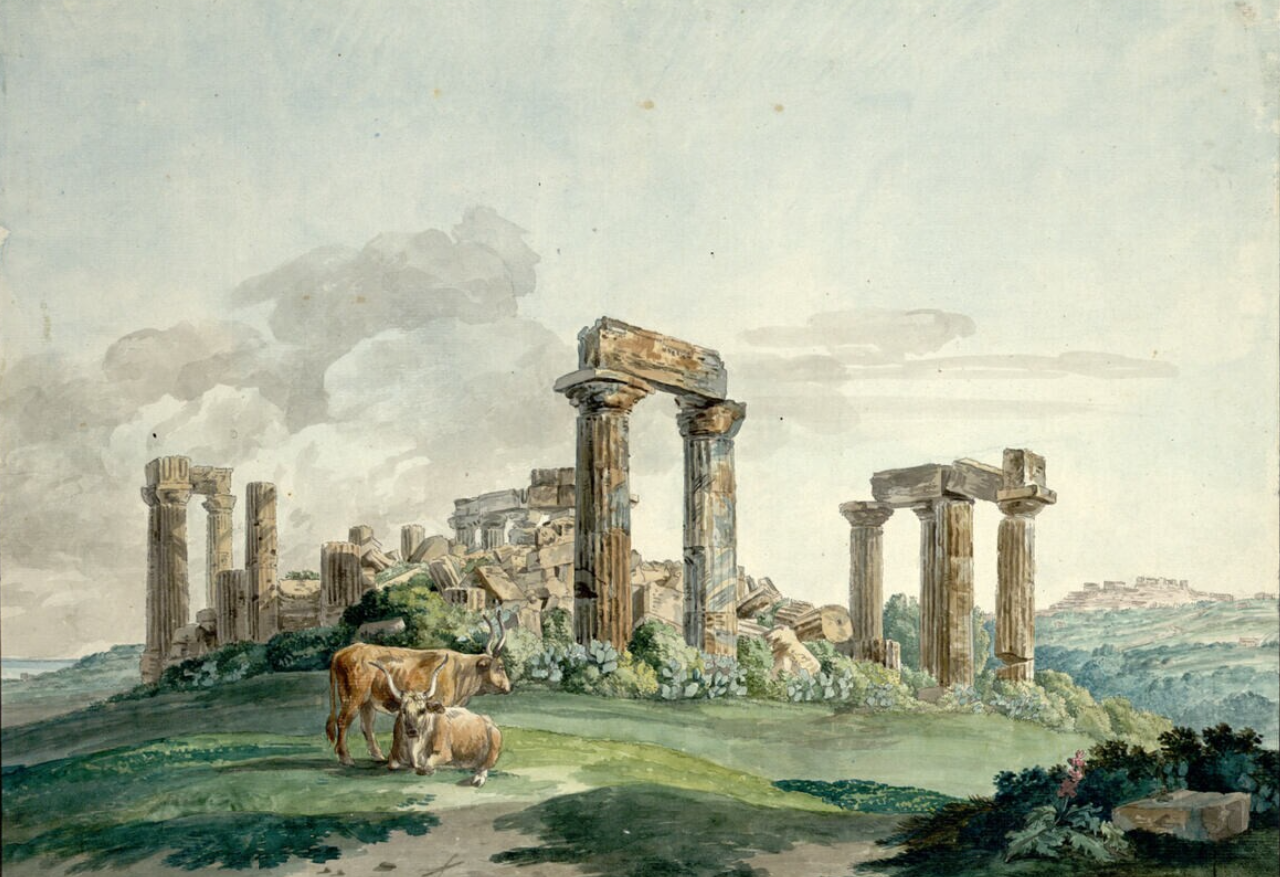
Храм Юноны Лацинии в Акраганте (Агридженто). 1777. По оригиналу Я. Ф. Хаккерта. Бумага, акварель. Галерея Альбертина, Вена